# ديفيد مارشال
ديفيد مارشال (18 مايو 1946 في المملكة المتحدة - ) (بالإنجليزية: David Marshall)‏ هو لاعب كريكت بريطاني. لعب مع Lincolnshire County Cricket Club ‏.

## وصلات خارجية
- ديفيد مارشال على موقع إي آس بي آن كريك إنفو (الإنجليزية)